# Castro Daire (freguesia)
Castro Daire es una freguesia portuguesa del concelho de Castro Daire, con 32,43 km² de superficie y 4.578 habitantes (2001). Su densidad de población es de 141,2 hab/km².